# کیک استک
کیک استک (انگلیسی: Stack cake) توده ای از کیک است که با پر کردن لایه لایه شده‌است. به‌طور سنتی کیک‌ها در یک ماهیتابه چدنی درست می‌شوند، اما می‌توان آنها را در فر نیز پخت.